# Scraptia trifasciata
Scraptia trifasciata is een keversoort uit de familie bloemspartelkevers (Scraptiidae). De wetenschappelijke naam van de soort is voor het eerst geldig gepubliceerd in 1903 door Pic.